# Comuna Hanno-Trebînivka, Ustînivka
Hanno-Trebînivka (în ucraineană Ганно-Требинівка) este o comună în raionul Ustînivka, regiunea Kirovohrad, Ucraina, formată din satele Hanno-Trebînivka (reședința) și Kosteantînivka.

## Demografie
Componența lingvistică a comunei Hanno-Trebînivka
     Ucraineană (95,02%)
     Rusă (2,64%)
     Română (1,71%)
     Alte limbi (0,47%)
Conform recensământului din 2001, majoritatea populației comunei Hanno-Trebînivka era vorbitoare de ucraineană (95,02%), existând în minoritate și vorbitori de rusă (2,64%) și română (1,71%).